# Gian Piero Reverberi Conducts Rondò Veneziano - In concerto
Gian Piero Reverberi Conducts Rondò Veneziano - In concerto è il primo album dal vivo dell'ensemble musicale italiano Rondò Veneziano, pubblicato nel 1997 dalla Koch International.

## Descrizione
L'album, il ventesimo complessivo nella discografia del gruppo, è suddiviso in 4 suite sinfoniche e un bis con i loro brani più celebri. È la registrazione del concerto tenutosi in Austria il 31-07-1996 alla Kongresshaus di Villaco. Il brano Arabesque è chiamato Misteriosa Venezia. Nel booklet, al contrario di tutte le pubblicazioni precedenti dei Rondò Veneziano, Reverberi è accreditato come autore unico di tutti i brani, ad eccezione di "Odissea veneziana", accreditato a Reverberi e Dario Farina.

## Tracce

### Terza suite sinfonica
La durata è di 6'37.
1. Seduzione (Gian Piero Reverberi e Ivano Pavesi) - 2'15
2. Casanova (Gian Piero Reverberi e Laura Giordano) - 2'14
3. Aria di festa (Gian Piero Reverberi e Laura Giordano) - 1'40

#### Sesta suite sinfonica
La durata è di 8'26.
1. Gentil tenzone (Gian Piero Reverberi e Ivano Pavesi) - 3'20
2. Estasi veneziana (Gian Piero Reverberi e Ivano Pavesi) - 5'26
3. Odissea veneziana (Gian Piero Reverberi con Dario Farina) - 2'12

### Prima suite sinfonica
La durata è di 14'00.
1. La Giudecca
2. Arabesco
3. Arazzi (Gian Piero Reverberi e Laura Giordano) - 4'56
4. Scaramucce (Gian Piero Reverberi e Laura Giordano) - 3'14

### Quinta suita sinfonica
La durata è di 18'09.
1. Notturno in gondola (Gian Piero Reverberi e Laura Giordano) - 3'44
2. Danza mediterranea (Gian Piero Reverberi e Laura Giordano) - 2'08
3. Sinfonia per un addio (Gian Piero Reverberi e Laura Giordano) - 3'56
4. Notte amalfitana (Gian Piero Reverberi e Laura Giordano) - 1'13
5. Splendore di Venezia (Gian Piero Reverberi e Ivano Pavesi) - 2'56

### Bis finale
1. Isole (Gian Piero Reverberi e Laura Giordano) - 3:12
2. Misteriosa Venezia (Gian Piero Reverberi e Laura Giordano) - 3:14
3. Barocco (Gian Piero Reverberi e Laura Giodano) - 2:49

## Formazione
- Gian Piero Reverberi - direttore d'orchestra, pianoforte
- Rondò Veneziano - concertino
- Complesso Strumentale Malipiero - ripieno